# Напівпустеля Алашанського плато

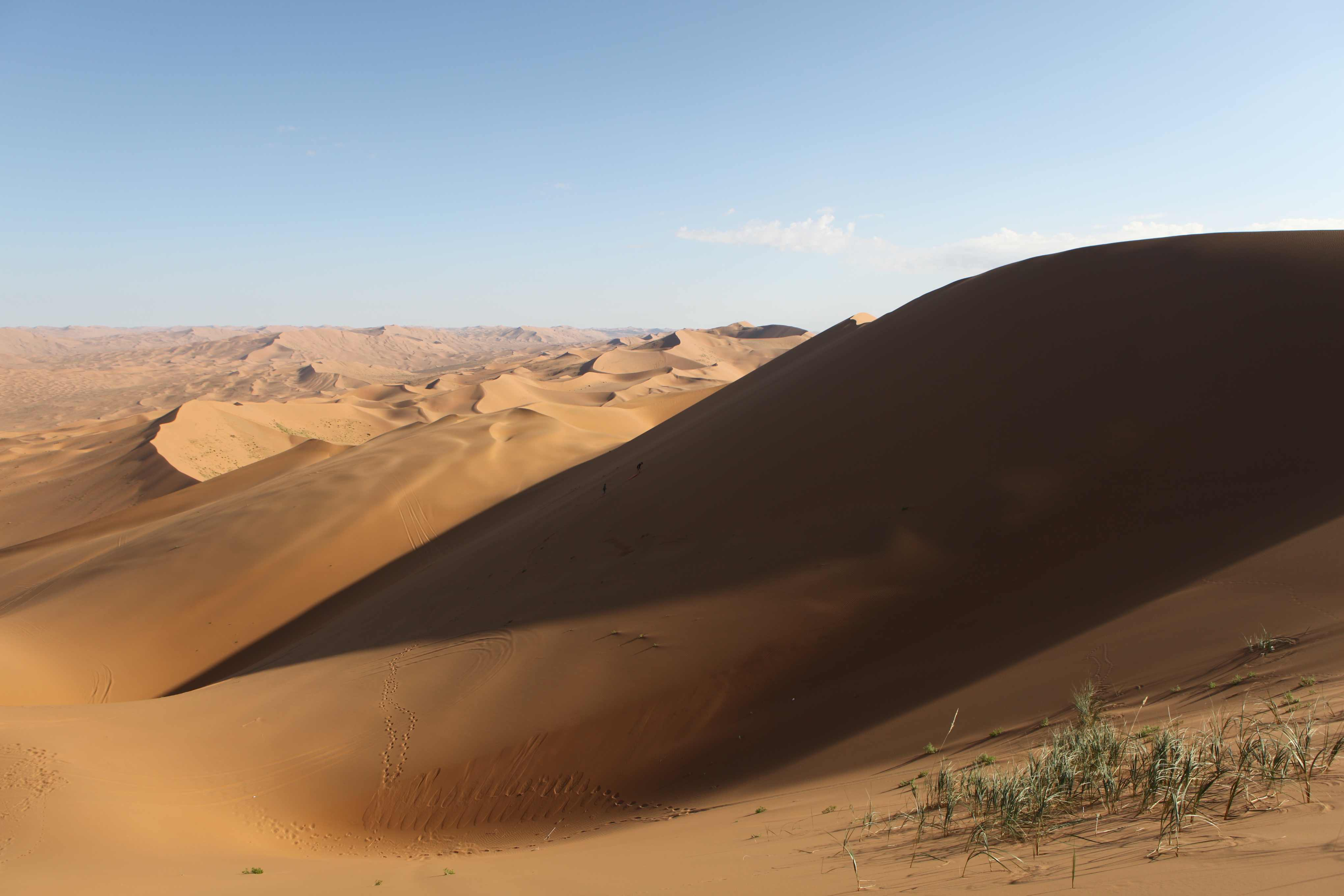
Піщані дюни Бадин-Джарану

Напівпустеля Алашанського плато (ідентифікатор WWF: PA1302) — палеарктичний екорегіон пустель і склерофітних чагарників, розташований на півдні Монголії та на півночі Китаю.

## Географія
Екорегіон напівпустелі Алашанського плато розташований на півдні Монголії, а також на заході Внутрішньої Монголії, на північному заході провінції Ганьсу та на крайньому сході Сіньцзяну в Китаї. Більшу частину регіону займає пустеля Гобі, яка складається з кількох частин — Гашуньської Гобі, розташованої на заході, Заалтайської Гобі, розташованої на півночі та Алашанської Гобі, розташованої на сході. Зі сходу екорегіон оточений горами Хеланьшань, з півдня — горами Ціляньшань та Наньшань, що є північно-східними відгалуженнями Куньлуню, а з півночі — горами Гобійського Алтаю. На заході регіону розташоване невисоке, сильно еродоване нагір'я Бейшань, а на сході — гори Їньшань.
Посередині екорегіону з півночі на південь протікає річка Жошуй, яка стікає з гір Ціляньшань та впадає у безстічне солонувате озеро Гашун-Нур. Багато водних потоків, що стікають з гір Ціляньшаню, просочуються під землю, коли досягають неукріплених алювіальних ґрунтів біля підніжжя гір, а потім знову виходять на поверхню, формуючи мережу пустельних оаз. Через цей ланцюг оаз проходить коридор Хесі, який в давнину був частиною Великого Шовкового шляху. В західній частині коридору Хесі протікає річка Шулехе, а в східній — Шиян. На сході екорегіону, південніше гір Їньшань, розташована північна частина рівнини Хетао, сформованої вигином річки Хуанхе.
На північному заході Алашанської Гобі розташована піщана пустеля Бадан-Джаран, а на південному сході — пустеля Тенгрі, третя і четверта за площею пустелі Китаю. В пустелі Бадан-Джаран розташовані одні з найвищих закріплених дюн у світі, які досягають висоти 200—300 м, а деякі — понад 500 м.
На заході екорегіон переходить у пустелю Такла-Макан, а на північному заході — в напівпустелю Джунгарської западини. В Алтайських горах на півночі екорегіон переходить у гірські ліси та лісостепи Алтаю, пустельний степ долини Гобійських озер та пустельний степ Східної Гобі. На схід від екорегіону поширений степ Ордоського плато, та гірські хвойні ліси Хеланьшаню, а на південь від нього розташовані екорегіони чагарників та луків Північно-Східного Тибету та субальпійських луків Ціляньшаню.

## Клімат
В межах екорегіону переважає холодний пустельний клімат (BWk за класифікацією кліматів Кеппена), який характеризується високими річними та добовими коливаннями температур. Влітку температура може перевищувати 40 °C, а взимку опускатися нижче -30 °C. Середньорічна кількість опадів змінюється з року в рік, однак рідко перевищує 150 мм. У найбільш посушливих районах пустелі Гобі на півдні Монголії опади можуть не випадати протягом кількох років, водночас за одне літо може випасти достатня кількість дощу, щоб пустеля вкрилася зеленою рослинністю, а сотні ефемерних озер наповнилися водою.

## Флора
В екорегіоні зустрічаються різні пустельні рослинні угруповання, в яких переважають галофітні (солестійкі) та ксерофітні (посухостійкі) види. На піщаних дюнах Алашанської Гобі ростуть невисокі чагарники зайсанського саксаулу (Haloxylon ammodendron) та джунгарської реомюрії (Reaumuria soongarica). Вони дозволяють стабілізувати дюни, після чого може початися процес формування ґрунту. Цей повільний процес з часом може дозволити більшій кількості видів колонізувати цю ділянку пустелі.
В більш вологих місцевостях зустрічаються напівпустельні рослинні угруповання. Серед рослин, поширених в напівпустелях екорегіону, слід відзначити кураєвий полин (Artemisia salsoloides), ордоський полин (Artemisia ordosica), жовтоздерев'янілий паролист (Zygophyllum xanthoxylum) та монгольський джузгун (Calligonum mongolicum). В долинах річок, що стікають з гір Ціляньшань, та в долині Хуанхе на крайньому сході екорегіону поширені луки та очеретяні зарості, основу яких складає звичайний очерет (Phragmites australis). Також в річкових долинах зустрічаються тугаї, в яких домінують євфратські тополі (Populus euphratica). На берегах солоних водойом екорегіону ростуть різні види тамариксів (Tamarix spp.)

## Фауна
Серед поширених в екорегіоні ссавців слід відзначити джейрана (Gazella subgutturosa), дику свиню (Sus scrofa), вовка (Canis lupus), звичайну лисицю (Vulpes vulpes), лисицю-корсака (Vulpes corsac), барвистого кота (Felis lybica ornata), пустельного зайця (Lepus tibetanus), баркольського тушкана (Allactaga balikunica), гобійського тушкана (Allactaga bullata), сибірського тушкана (Allactaga sibirica), азійського стрибака (Dipus sagitta), піщанку Пржевальського (Brachiones przewalskii) та вухатого їжачка (Hemiechinus auritus). В Заалтайській Гобі зустрічаються дуже рідкісні дикі бактріани (Camelus ferus), а в горах регіону — архари (Ovis ammon), сибірські козли (Capra sibirica), манули (Otocolobus manul), рідкісні снігові барси (Panthera uncia) та дуже рідкісні гобійські бурі ведмеді (Ursus arctos gobiensis), популяція яких становить лише близько 30 особин.
Серед поширених в екорегіоні птахів слід відзначити пустельну кам'янку (Oenanthe deserti), попелясту кам'янку (Oenanthe isabellina), алашанську горихвістку (Phoenicurus alaschanicus), монгольського снігаря (Bucanetes mongolicus), монгольського жайворонка (Melanocorypha mongolica), саксаулового горобця (Passer ammodendri), монгольського ніверола (Pyrgilauda davidiana), монгольську тинівку (Prunella koslowi), монгольську джиджітку (Podoces hendersoni) та східного джека (Chlamydotis macqueenii). Серед хижих птахів, поширених в екорегіоні, слід відзначити чорного шуліку (Milvus migrans), степового орла (Aquila nipalensis), балабана (Falco cherrug), орлана-довгохвоста (Haliaeetus leucoryphus), ягнятника (Gypaetus barbatus), кумая (Gyps himalayensis) та чорного грифа (Aegypius monachus). На берегах водойм регіону зустрічаються рідкісні реліктові мартини (Ichthyaetus relictus)

## Збереження
Оцінка 2017 року показала, що 125 475 км², або 19 % екорегіону, є заповідними територіями. Природоохоронні території включають Великий Гобійський заповідникта Національний парк Гобі-Гурван-Сайхан в Монголії.